# Ormeryggen
Ormeryggen är en bergstopp i Antarktis. Den ligger i Östantarktis. Norge gör anspråk på området. Toppen på Ormeryggen är 2 620 meter över havet, eller 227 meter över den omgivande terrängen. Bredden vid basen är 5,6 km.
Terrängen runt Ormeryggen är kuperad norrut, men söderut är den platt. Trakten är obefolkad. Det finns inga samhällen i närheten.